# خان شيخون
مدينة خان شيخون مدينة سورية تتبع إدارياً لمحافظة إدلب تبعد مسافة 37 كم عن مدينة حماة و 110 كم عن مدينة حلب و 70كم عن مدينة إدلب. تقع خان شيخون على الطريق الدولي بين حلب ودمشق في موقع استراتيجي بمسافات قريبة من أهم المواقع في سورية. بلغ عدد سكانها100000 نسمة في عام 2004 حسب إحصاء المكتب المركزي للإحصاء.

## سبب التسمية
سميت نسبة إلى الخان الذي أنشأه الأمير شيخون العمري المتوفى سنة 758هـ. ولكن هذه المعلومة ما زالت غير مؤكدة.

## الاقتصاد
ويعتمد سكان خان شيخون على التجارة والزراعة في معيشتهم حيث أنها تمتاز بتجارة السيارات والحبوب وزراعة الزيتون والفتسق الحلبي والقمح والبطاطا والشوندر والقطن.
قدمت المدينة على مر الأيام شخصيات مهمة على الساحات العلمية - الإدارية - العسكرية- قدموا لوطنهم ولمدينتهم خدمات وتضحيات جليلة، وتعتبر منطقة خان شيخون واحدة من أغنى المناطق في الجمهورية العربية السورية .

## المناخ
لا تهطل الأمطار بكثرة على مدار العام في مدينة خان شيخون. ويُصنّف مناخها تحت فئة مناخ شبه قاحل حار بحسب تصنيف كوبن للمناخ.
| البيانات المناخية لـخان شيخون     | البيانات المناخية لـخان شيخون | البيانات المناخية لـخان شيخون | البيانات المناخية لـخان شيخون | البيانات المناخية لـخان شيخون | البيانات المناخية لـخان شيخون | البيانات المناخية لـخان شيخون | البيانات المناخية لـخان شيخون | البيانات المناخية لـخان شيخون | البيانات المناخية لـخان شيخون | البيانات المناخية لـخان شيخون | البيانات المناخية لـخان شيخون | البيانات المناخية لـخان شيخون | البيانات المناخية لـخان شيخون |
| الشهر                             | يناير                         | فبراير                        | مارس                          | أبريل                         | مايو                          | يونيو                         | يوليو                         | أغسطس                         | سبتمبر                        | أكتوبر                        | نوفمبر                        | ديسمبر                        | المعدل السنوي                 |
| --------------------------------- | ----------------------------- | ----------------------------- | ----------------------------- | ----------------------------- | ----------------------------- | ----------------------------- | ----------------------------- | ----------------------------- | ----------------------------- | ----------------------------- | ----------------------------- | ----------------------------- | ----------------------------- |
| متوسط درجة الحرارة الكبرى °م (°ف) | 12.4 (54.4)                   | 14.5 (58.1)                   | 18.6 (65.4)                   | 23.1 (73.5)                   | 28.0 (82.5)                   | 32.3 (90.1)                   | 34.9 (94.9)                   | 35.3 (95.5)                   | 32.4 (90.3)                   | 27.4 (81.3)                   | 19.9 (67.8)                   | 14.0 (57.2)                   | 25.65 (78.17)                 |
| المتوسط اليومي °م (°ف)            | 7.4 (45.3)                    | 9.1 (48.4)                    | 12.6 (54.7)                   | 16.7 (62.1)                   | 21.3 (70.3)                   | 25.2 (77.4)                   | 27.7 (81.8)                   | 27.9 (82.2)                   | 25.2 (77.3)                   | 20.8 (69.5)                   | 13.9 (57.1)                   | 8.8 (47.9)                    | 19.63 (67.34)                 |
| متوسط درجة الحرارة الصغرى °م (°ف) | 3.0 (37.3)                    | 4.3 (39.7)                    | 6.9 (44.5)                    | 10.4 (50.8)                   | 14.3 (57.8)                   | 18.1 (64.6)                   | 20.7 (69.2)                   | 21.2 (70.2)                   | 18.7 (65.7)                   | 15.1 (59.1)                   | 8.9 (48.0)                    | 4.5 (40.1)                    | 12.81 (55.06)                 |
| الهطول سم (إنش)                   | 52 (2)                        | 44 (1)                        | 33 (1)                        | 20 (0)                        | 14 (0)                        | 0 (0)                         | 0 (0)                         | 0 (0)                         | 3 (0)                         | 12 (0)                        | 26 (1)                        | 45 (1)                        | 249 (6)                       |
| متوسط الرطوبة النسبية (%)         | 76                            | 71                            | 63                            | 57                            | 52                            | 48                            | 51                            | 53                            | 53                            | 53                            | 58                            | 71                            | 59                            |
| المصدر: Climate-Data.org          |                               |                               |                               |                               |                               |                               |                               |                               |                               |                               |                               |                               |                               |

## الآثار

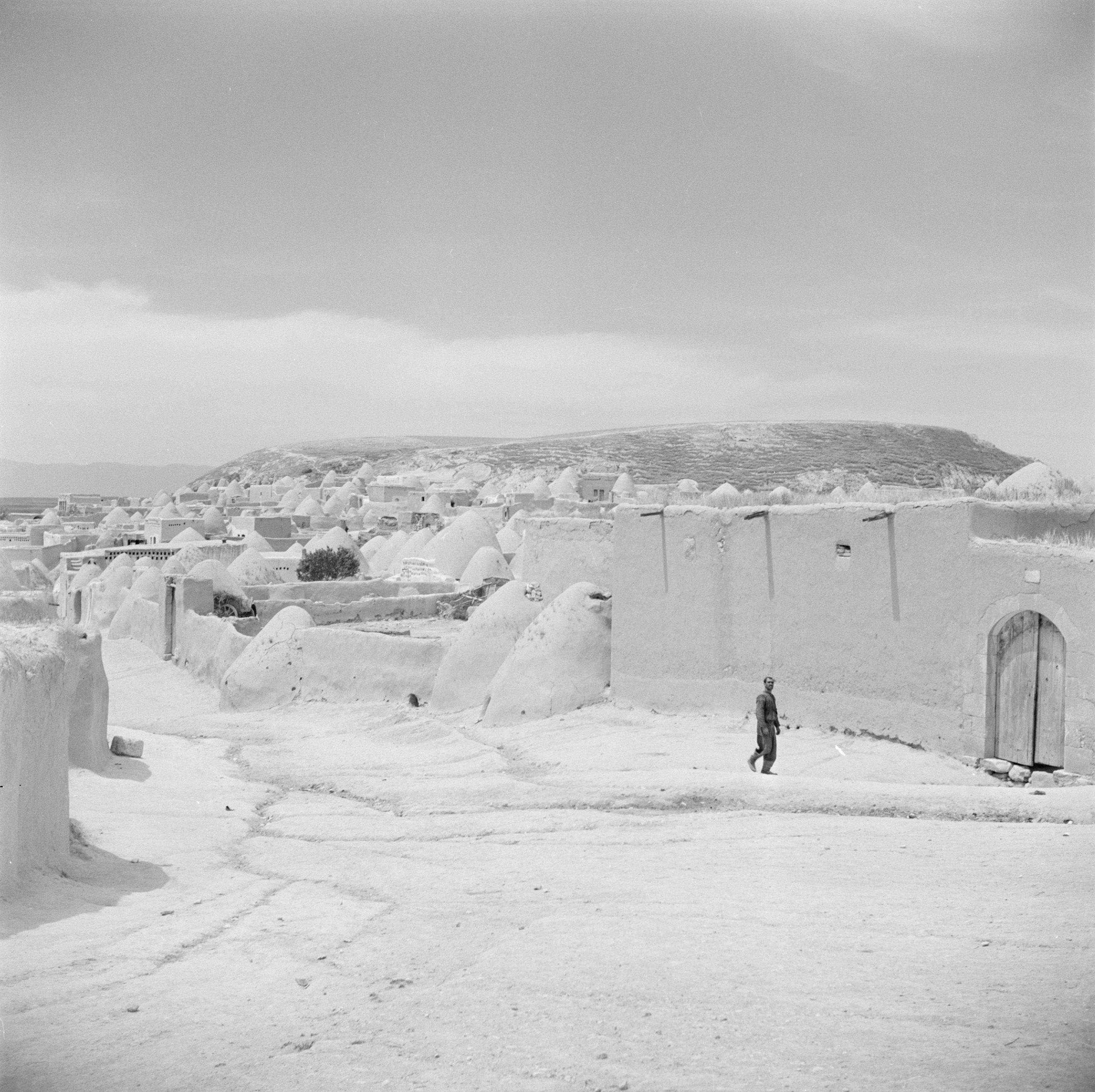
خان شيخون في عام 1950

تشتهر خان شيخون بتلها الأثري الذي يعتبر الأكبر والأشهر في المنطقة. وقد قامت بعثة آثار فرنسية بالتنقيب في هذا التل في خمسينيات القرن الماضي لتؤكد أن التل يعود للألف الثالثة قبل الميلاد حيث يتوضع على أرض مرصوفة ويحتوي العديد من الأبنية والأنفاق التي يصل طولها أحيانا إلى أكثر من ألف متر. كما تقع قرية كفر طاب غربي مدينة خان شيخون بثلاث كيلومترات والتي كانت مملكة قبل آلاف السنين هذا بالإضافة إلى الخان الأثري الموجود وسط المدينة والذي يعود لمئات السنين وبجانبه جامع التكية والقصر الذي بناهما أبو الهدى الصيادي وزير السلطان عبد الحميد الثاني الذي يعود أصله إلى مدينة خان شيخون.

## الرياضة
تعتبر رياضة الكرة الطائرة اللعبة الأكثر شعبية في المدينة وقد حقق نادي خان شيخون مراكز ممتازة وهو بدوري الدرجة الأولى الممتاز وصنف عام 2007 بالمركز الثالث في سوريا، كما يتواجد فيها نادي كرة قدم درجة ثالثة.

## المدينة في الثورة السورية
البلدة كانت مسرحاً لعدة عمليات عسكرية واشتباكات خلال الثورة السورية 2011، وقد تعرضت لهجوم جوي بالسلاح الكيميائي، من تنفيذ النظام البائد وقع الهجوم في مدينة خان شيخون التي تسيطر عليها قوات المعارضة السورية في ريف إدلب، مما أدى إلى وقوع 100 قتيل جلهم من الأطفال، ونحو 400 مصاب.
وتختلف الآراء حول مصدر الغازات السامة بعد وقوع القصف؛ حيث تقول المعارضة السورية أنه استخدم غاز السارين في القصف والأعراض التي يعاني منها المصابين ترجح ذلك، والتي تتمثل بخروج زبد أصفر من الفم وتشنج كامل.
وقد نفت حكومة النظام البائد استخدام أي سلاح کيميائي معربة أنه ليس لديها أي نوع من الأسلحة الكيميائية منذ تسليم ترسانتها الكيميائية من قبل، وبأنها لم تقم باستخدامها سابقا. بينما تؤكد وزارة الدفاع الروسية أن طائرات سلاح الجو السوري قد قصفت مستودعا للذخائر يحتوي على أسلحة كيميائية ومعملا لإنتاج قنابل تحتوي على مواد سامة، في حين رفضت فرنسا على لسان مندوبها لدى الأمم المتحدة فرانسوا ديلاتر الرواية الروسية.
وفي يوم 7 أبريل 2017، قصفت الولايات المتحدة الأمريكية مطار الشعيرات العسكري ردًا على الهجوم الكيميائي.
ونجح الجيش السوري باستعادتها من قوات المعارضة في 19 أغسطس 2019.